# Чемпіонат світу з художньої гімнастики 1995
Чемпіонат світу з художньої гімнастики 1995 пройшов з 20 по 24 вересня в місті Відень, Австрія.

## Медалісти
| Дисципліна         | Золото                                                                 | Срібло                                                                 | Бронза                                                          |
| Команда            | Команда                                                                | Команда                                                                | Команда                                                         |
| ------------------ | ---------------------------------------------------------------------- | ---------------------------------------------------------------------- | --------------------------------------------------------------- |
| Командна першість  | Росія Яніна Батиршина Наталія Ліпковська Аміна Заріпова                | Болгарія Марія Петрова Діана Попова                                    | Україна Вікторія Стадник Олена Вітриченко Катерина Серебрянська |
| Особиста першість  |                                                                        |                                                                        |                                                                 |
| Абсолютна першість | Катерина Серебрянська (UKR) Марія Петрова (BUL)                        | Нікого не нагороджено                                                  | Яніна Батиршина (RUS) Лариса Лук'яненко (BLR)                   |
| Вправа з м'ячем    | Яніна Батиршина (RUS) Катерина Серебрянська (UKR) Аміна Заріпова (RUS) | Нікого не нагороджено                                                  | Нікого не нагороджено                                           |
| Вправа зі стрічкою | Олена Вітриченко (UKR)                                                 | Лариса Лук'яненко (BLR) Аміна Заріпова (RUS)                           | Нікого не нагороджено                                           |
| Вправа з булавами  | Марія Петрова (BUL) Аміна Заріпова (RUS)                               | Нікого не нагороджено                                                  | Олена Вітриченко (UKR) Катерина Серебрянська (UKR)              |
| Вправа з скакалкою | Лариса Лук'яненко (BLR)                                                | Марія Петрова (BUL) Олена Вітриченко (UKR) Катерина Серебрянська (UKR) | Нікого не нагороджено                                           |

## Медалісти (групові вправи)
| Дисципліна          | Золото         | Срібло         | Бронза         |
| Групові вправи      | Групові вправи | Групові вправи | Групові вправи |
| ------------------- | -------------- | -------------- | -------------- |
| Групова першість    | Болгарія       | Іспанія        | Білорусь       |
| 5 обручів           | Болгарія       | Іспанія        | Білорусь       |
| 3 м'ячі + 2 стрічки | Іспанія        | Болгарія       | Росія          |

## Медальний залік
| Місце               | Країна              | Золото | Срібло | Бронза | Загалом |
| ------------------- | ------------------- | ------ | ------ | ------ | ------- |
| 1                   | Болгарія            | 4      | 3      | 0      | 7       |
| 2                   | Росія               | 4      | 1      | 2      | 7       |
| 3                   | Україна             | 3      | 2      | 3      | 8       |
| 4                   | Білорусь            | 1      | 1      | 3      | 5       |
| 5                   | Іспанія             | 1      | 1      | 0      | 2       |
| Загалом (5 збірних) | Загалом (5 збірних) | 13     | 8      | 8      | 29      |